# Tijs Neirynck

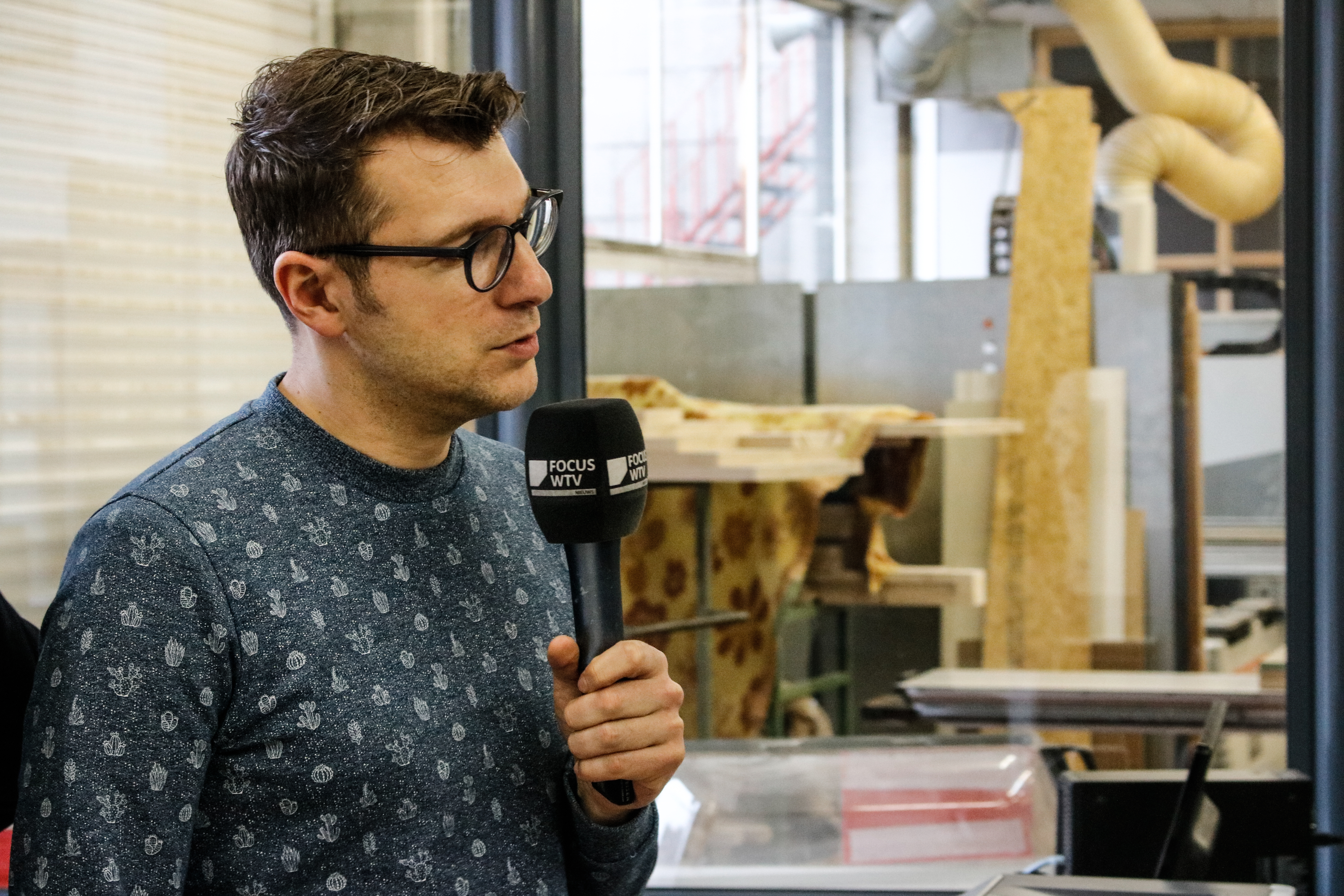
Tijs Neirynck, nieuwslezer en journalist van Focus-WTV neemt een interview voor een nieuwsitem.

Tijs Neirynck  is een Vlaamse journalist, radiopresentator en nieuwslezer. Hij is actief bij de Vlaamse regionale televisiezender Focus-WTV en sinds 2020 bij VRT NWS als verslaggever voor het journaal.
Tijs Neirynck is de jongere broer van Jo Neirynck, die in Waregem schepen was voor de CD&V. Hij gaf jarenlang Nederlands en Duits in campus College van de Sint-Paulusschool in Waregem. Hij werkt er nog altijd als communicatiespecialist.   
In 2000 ging hij werken voor de regionale tv-omroep WTV als freelancer. Hij was een paar jaar het gezicht van de actie Een Hart voor West-Vlaanderen. Daarnaast maakte Neirynck ook radio bij RFW Wielsbeke en Radio Mango West-Vlaanderen. Hij bleef radio maken tot de zender Nostalgie werd en naar Antwerpen verhuisde. In maart 2009 werd hij nieuwslezer bij Focus-WTV.
Sinds begin 2020 is Tijs Neirynck journalist bij VRT NWS waar hij reportages maakt voor het journaal.  